# トンミ・キンヌネン
トンミ・キンヌネン（Tommi Tapani Kinnunen、1973年6月15日 - ）は、フィンランドの作家。

## 経歴
1973年、フィンランド北東部クーサモに生まれる。
トゥルク大学卒業後、教師として十代の若者に国語と文学を教える一方、舞台の脚本も手がける。
デビュー作となる『四人の交差点』はベストセラーランキングで13週連続第1位となり、ヌオリ・アレクシス賞、キートス・キルヤスタ賞など多数の賞を受賞。
すでに16か国で翻訳出版が決まり、舞台化もされている。
2016年、二作目の長篇Lopottiを発表。2016年9月現在、家族とともに南西部の都市トゥルクに住む。
（https://www.shinchosha.co.jp/writer/5766/）

## 邦訳作品
- 『四人の交差点』古市真由美訳、新潮社、新潮クレスト・ブックス、2016年9月

## 作品
- Neljäntienristeys, WSOY 2014 ISBN 978-951-0-40382-2
- Lopotti, WSOY 2016 ISBN 978-951-0-41534-4
- Pintti, WSOY 2018 ISBN 978-951-0-43413-0
- Ei kertonut katuvansa, WSOY 2020 ISBN 978-951-0-45031-4
- Pimeät kuut : talvikirja. Helsinki: WSOY. (2022). ISBN 978-951-0-48099-1